# Sve će biti dobro
Sve će biti dobro hrvatska je telenovela koju je napisala Diana Pečkaj Vuković u suradnji s Brankom Ružićem, Nikolinom Čuljak, Petrom Hrupelj, Milijanom Ivezićem i Dijanom Jeličićem. Glavni redatelj bio je Branko Ivanda, a glavne su uloge tumačili Bojana Gregorić, Goran Grgić, Leonora Surian i Milan Pleština. Telenovela se počela snimati 25. kolovoza 2008., a emitirala se od 22. rujna 2008. do 1. lipnja 2009. na Prvom programu HRT-a. Snimljeno je ukupno 180 epizoda, a zadnja klapa pala je 13. veljače 2009.

## Radnja
Priča započinje u trenutku kada saznajemo da su životi glavnih likova, iako sasvim različiti i naizgled nepovezani, ustvari isprepleteni na više razina.
Nizom nesretnih okolnosti i krivih poteza, veliko prijateljstvo i poslovno partnerstvo Matka Bebića i Zorana Fabrisa grubo je prekinuto početkom devedesetih godina 20. stoljeća. Danas je Matko Bebić uspješan građevinski poduzetnik i obiteljski čovjek, a Zoran Fabris je godinama izgubljen i na rubu egzistencije. Nakon dvadesetak godina, oni se ponovo susreću, a nerazriješeni odnosi pokrenut će uzbudljiva događanja u koja će biti uvučene i njihove obitelji. 
Matkova prva supruga Marija, koja je preminula za vrijeme poroda, bila je Zoranova sestra. Sudbina nije htjela da Matko dugo tuguje pa mu je nedugo nakon Marijine smrti i rođenja sina Slavena utjehu pružila mlada i lijepa stažistica Nevenka. Danas cijenjena liječnica Nevenka Augustinčić-Bebić, Matku je samo godinu dana nakon gubitka supruge podarila kćer Sunčicu. Nevenka je uvijek imala jako obiteljsko zaleđe u liku svoga oca, umirovljenog kirurga Josipa Augustinčića, nekoć vrlo moćnog čovjeka. U potpunosti usredotočen na posao Matko sve manje pažnje poklanja Nevenki i obitelji. Neizmjerno ga brine neodgovornost 19-godišnjeg sina Slavena koji želi postati rocker i u potpunosti zanemaruje svoje fakultetsko obrazovanje. Slavenova godinu dana mlađa polusestra Sunčica razmažena je učenica četvrtog razreda Klasične gimnazije.
Nevenku, pak, neprestano razdire osjećaj da je ona samo zamjena za Matkovu najveću ljubav. U vrijeme dok proživljava bračnu krizu Nevenku potresaju i zbivanja u bolnici, gdje se očekuje dolazak novog šefa kirurgije. Prepreka u borbi za mjesto šefice odjela joj je egoistična liječnica Aleksandra koja joj iz čiste zavisti zagorčava poslovni i privatni život. Probleme Nevenki stvara i mladi razmaženi specijalizant Anton Kučera, kojeg više zanimaju medicinske sestre nego pacijenti i učenje o medicinskim zahvatima.
No ni Matku u potpunosti ne cvjetaju ruže na poslovnom planu. Osim što mu probleme stvara pomoćnik Tomo, u njegov život se ponovno vraća Zoran, koji uz pomoć arhitekta Kreše Antića i novinarke Mile Radić namjerava pomrsiti Matkove poslovne planove u vezi izgradnje Metropolisa u siromašnom naselju Brezovo. Na putu u ostvarenju poslovnog poduhvata Matku se na putu nađu i skromna prodavačica Ivana i njen nasilni suprug Marko Šarić koji žive u Brezovu i ne namjeravaju napustiti svoj dom.
Kasnije se Matku na putu nađe gradski pročelnik Branko Macanović koji neće stati dok ne kupi Matkovu firmu. Matkov konzultant Tomo ubije tajnicu Ljubicu te završi u zatvoru. Macanović ga oslobodi te se Tomo i Macanović zajedno udruže kako bi upropastili Matkovu karijeru te Zoranov biro.

## Zanimljivosti
- Naslovnu pjesmu, "Imao sam prijatelja", interpretira Arsen Dedić.
- Iako je otpočetka telenovela trebala imati 105 epizoda, zbog visoke gledanosti produžena je za još 75.[2]
- Isti dan s emitiranjem je krenula i konkurentska telenovela "Zakon ljubavi" koja je skinuta s programa Nove TV zbog slabe gledanosti.
- Zbog produžetka epizoda telenovele, u seriju su naknadno ušli novi likovi i novi glumci kao Enes Vejzović, Goran Koši, Ksenija Pajić, Žarko Savić, Iva Šulentić, Ecija Ojdanić i Amar Bukvić.[3]
- Iako je nasilni policajac Marko Šarić, kojeg je tumačio Siniša Popović, preminuo nakon 40-ak epizoda serije, zadržao se u uvodnoj špici do samog kraja.
- Leonora Surian je u seriji igrala Milu Radić, dok je Ecija Ojdanić glumila njezinu sestru Karlu Radić. Iako se spominje da je Karla mlađa od Mile, u stvarnosti je Ecija Ojdanić tri godine starija od Leonore Surian.
- Telenovela je prvo glumačko iskustvo za popularnog voditelja kvizova "Kviskoteka" i "Kolo sreće", Olivera Mlakara.

## Glumačka postava

### Protagonisti
| Glumac          | Lik                       |
| --------------- | ------------------------- |
| Bojana Gregorić | Nevenka Augustinčić Bebić |
| Goran Grgić     | Matko Bebić               |
| Milan Pleština  | Zoran Fabris              |
| Leonora Surian  | Mila Radić                |

### Antagonisti
| Glumac                | Lik                   |
| --------------------- | --------------------- |
| Janko Popović Volarić | Tomislav Tomo Šimunić |
| Božidar Orešković     | Branko Macanović      |

### Sporedne uloge
| Glumac               | Lik                        |
| -------------------- | -------------------------- |
| Barbara Nola         | Aleksandra Kirin           |
| Duško Valentić       | Josip Augustinčić          |
| Kostadinka Velkovska | Katarina Augustinčić       |
| Filip Riđički        | Slaven Bebić               |
| Zorana Rajić         | Sunčica Bebić              |
| Duško Modrinić       | Dinko Matić                |
| Marinko Leš          | Krešo Antić                |
| Petra Maroja         | Kristina Kovač             |
| Željko Šestić        | Davor Šestan               |
| Alain Blažević       | Robert Šmit                |
| Barbara Prpić        | Tamara Ručević             |
| Damir Markovina      | Anton Kučera               |
| Gorana Marin         | Ivana Šarić / Edita Fabris |
| Siniša Popović       | Marko Šarić †              |
| Mirna Medaković      | Andrijana Macanović        |
| Ines Matić           | Marina Šolman              |
| Stjepan Erić         | Jurica Novak               |
| Ozren Domiter        | Daniel                     |
| Marija Tadić         | Tončica Martek             |
| Goran Koši           | Tin Mihalinec              |
| Enes Vejzović        | Vinko Bebić                |
| Davor Svedružić      | Brane Rizla                |
| Zrinka Kušević       | Natalija                   |
| Vladislav Peruško    | Filip Horvat               |
| Franjo Jurčec        | Pišta                      |
| Miro Šola            | Branko                     |
| Anđelko Struski      | Roni                       |
| Žarko Savić          | Niko Bebić                 |
| Ksenija Pajić        | Karmen Ebert               |
| Frano Domitrović     | Michael Ebert              |
| Amar Bukvić          | Bruno                      |
| Ecija Ojdanić        | Karla Radić                |
| Iva Šulentić         | Nika Štajner               |
| Ozren Opačić         | odvjetnik Perić            |
| Darko Milas          | Ivan Domić                 |
| Đorđe Kukuljica      | Vlado Jurković             |
| Nives Čanović        | Medicinska sestra Nives    |
| Goran Koši           | Tin Mihalinec              |

## Vanjske poveznice
- Uvodna špica telenovele